# Harjavalta (stacja kolejowa)
Harjavalta (fiń. Harjavallan rautatieasema) – stacja kolejowa w Harjavalta, w regionie Satakunta, w Finlandii. Znajduje się na linii Tampere – Pori., 27 km na wschód od dworca w Pori. Stanowi przystanek dla pociągów między Tampere i Pori. Stacja posiada jeden peron wyspowy z dwoma torami pasażerskimi.
Obecny dworzec Harjavalta został otwarty w 1944 roku, kiedy przeniesiono hutę miedzi Outokumpu z Imatry. W pierwszych latach sprzedaż biletów kolejowych odbywała się w budynku biurowym huty. Rozbudowę stacji planowano pod koniec lat 40., a budynek został ukończony w 1952 roku.

## Linie kolejowe
- Tampere – Pori